# Saint-Sauveur-des-Landes
Saint-Sauveur-des-Landes (tiếng Breton: Kersalver-al-Lann) là một xã của tỉnh Ille-et-Vilaine, thuộc vùng Bretagne, miền tây bắc nước Pháp.

## Dân số
Người dân ở Saint-Sauveur-des-Landes được gọi là Salvatoriens.
| Năm | 1962 | 1968 | 1975 | 1982 | 1990 | 1999 |
| --- | ---- | ---- | ---- | ---- | ---- | ---- |
| Dân số | 898  | 881  | 892  | 957  | 1058 | 994  |
| From the year 1962 on: No double counting—residents of multiple communes (e.g. students and military personnel) are counted only once. |      |      |      |      |      |      |